# Campeonato Europeu de Futsal Feminino
O Campeonato Europeu de Futsal Feminino é o principal campeonato de futsal feminino entre seleções dos países da UEFA, tendo a primeira edição realizada em 2019.
O torneio é realizado a cada dois anos, sendo que o primeiro final four foi realizada em fevereiro de 2019 e contou com quatro equipes. A segunda edição, originalmente prevista para 2021, foi adiada em um ano para 2022 devido à Pandemia de COVID-19.

## Formato

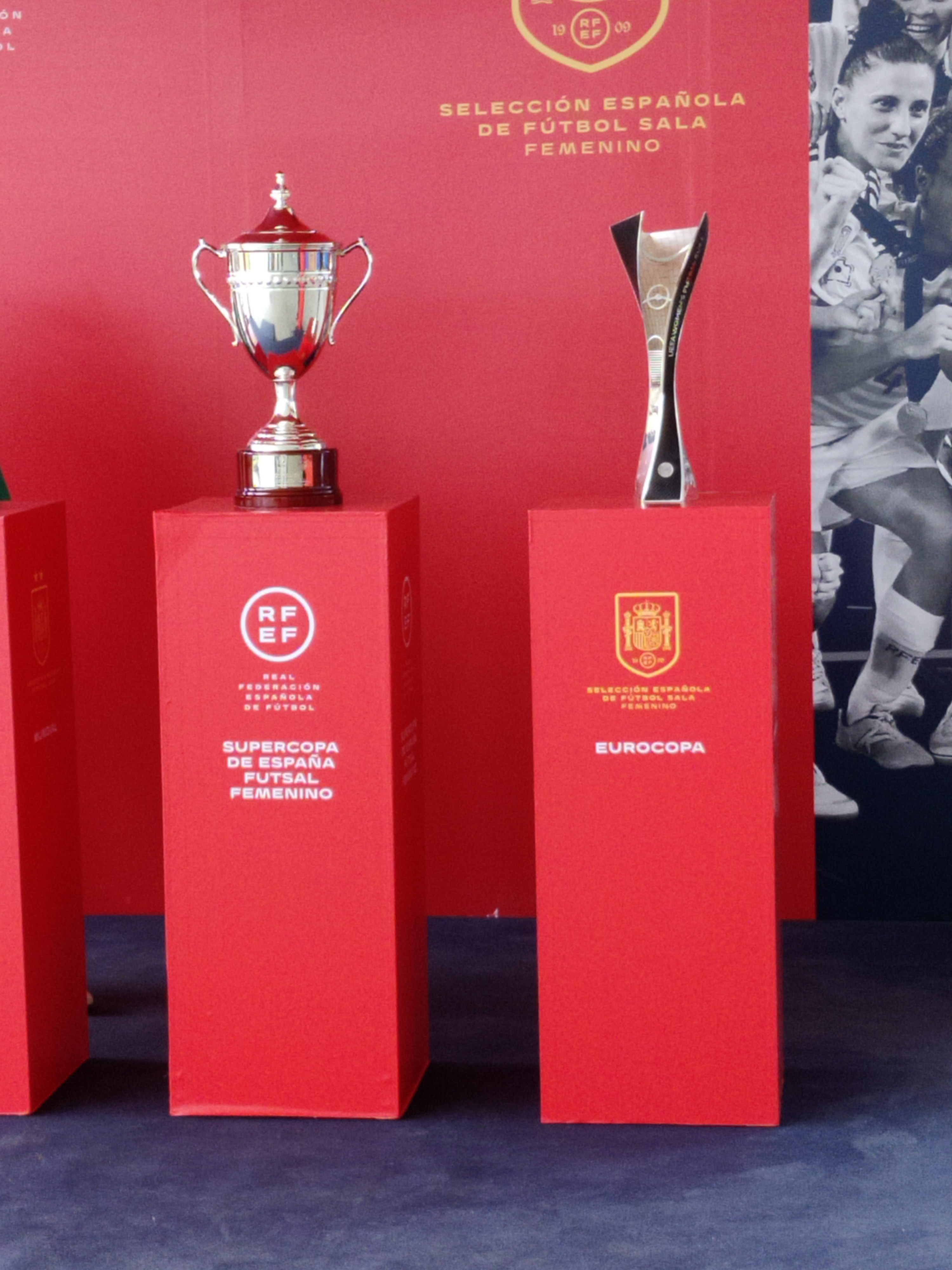
Troféu

O campeonato conta com duas rodadas de qualificação, abertas a todas as nações elegíveis, quatro equipes se classific para a fase final. Eles se enfrentavam nas semifinais, com os vencedores disputando a final e o perdedores a disputa de terceiro lugar.

## Resultados

### Títulos por país
| Seleção  | Títulos               | Vices           | 3º lugar | 4º lugar        |
| -------- | --------------------- | --------------- | -------- | --------------- |
| Espanha  | 3 (2019, 2022 e 2023) | —               | —        | —               |
| Portugal | —                     | 2 (2019 e 2022) | 1 (2023) | —               |
| Ucrânia  | —                     | 1 (2023)        | 1 (2022) | 1 (2019)        |
| Rússia   | —                     | —               | 1 (2019) | —               |
| Hungria  | —                     | —               | —        | 2 (2022 e 2023) |

## Quadro de participações
| País     | 2019 (4) | 2022 (4) | 2023 (4) | Edições |
| -------- | -------- | -------- | -------- | ------- |
| Espanha  | 1°       | 1°       | 1°       | 3       |
| Hungria  | —        | 4°[!]    | 4°       | 2       |
| Portugal | 2°       | 2°       | 3°       | 3       |
| Rússia   | 3°       | —[!]     | DSQ      | 1       |
| Ucrânia  | 4°       | 3°       | 2°       | 3       |

- Nota: ^ A Rússia se classificou originalmente para o torneio de 2022 como vencedora do grupo 1, mas em 2 de maio de 2022, a UEFA baniu todos os clubes e equipes russos das competições europeias devido à invasão na Ucrânia. A Rússia foi substituída pela Hungria, que terminou em segundo lugar em seu grupo nas qualificatórias.[6]